# Hadena pyrosoma
Hadena pyrosoma är en fjärilsart som beskrevs av George Francis Hampson 1907. Hadena pyrosoma ingår i släktet Hadena och familjen nattflyn. Inga underarter finns listade i Catalogue of Life.